# Higher Wincham
Higher Wincham är en by i Cheshire i England. Byn ligger 29,9 km 
från Chester. Orten har 1 988 invånare (2001).